# Réserve nationale Magallanes
La réserve nationale Magallanes, anciennement connue sous le nom de Parque Japones, est une réserve forestière et hydrique située à 5 km à l'ouest de la ville de Punta Arenas, dans la région de Magallanes et de l'Antarctique chilien, au sud du Chili. Elle est administrée par la Corporación Nacional Forestal (CONAF).

## Histoire
Le naturaliste d'origine allemande Bernhard Eunom Philippi découvre en 1843 l'existence de charbon minéral sur la côte occidentale du détroit de Magellan dans un lieu surnommé Sandy Point ou Punta Arenosa (à proximité de la ville actuelle de Punta Arenas). L'importance de cette découverte, ajoutée aux forêts denses et aux ressources naturelles abondantes, incitèrent les autorités chilienne à déplacer - en 1845 - l'établissement colonial principal situé à Punta Santa Ana (Fuerte Bulnes) jusqu'à Punta Arenosa, où la ville actuelle de Punta Arenas est fondée.
Ces terrains forment aujourd'hui partie de la réserve nationale Magallanes, créée par le Décret suprême no 1093 du Ministère de l'Agriculture du Chili du 13 février 1932, avec pour objectif de protéger le bassin de la lagune Lynch, la principale source d'eau de la ville. La superficie de la réserve est étendue en 1939, elle couvre actuellement 20 878 hectares. 